# Drimia rotunda
Drimia rotunda är en sparrisväxtart som först beskrevs av Joseph Marie Henry Alfred Perrier de la Bâthie, och fick sitt nu gällande namn av John Charles Manning och Peter Goldblatt. Drimia rotunda ingår i släktet Drimia och familjen sparrisväxter. Inga underarter finns listade i Catalogue of Life.